# Paesi Bassi ai Giochi della XXXII Olimpiade
I Paesi Bassi hanno partecipato ai Giochi della XXXII Olimpiade che si sono svolti a Tokyo in Giappone dal 23 luglio all'8 agosto 2021. Gli atleti della delegazione erano 278, 113 uomini e 165 donne.

## Medaglie
| Riepilogo quotidiano | Riepilogo quotidiano | Riepilogo quotidiano | Riepilogo quotidiano | Riepilogo quotidiano | Riepilogo quotidiano |
| -------------------- | -------------------- | -------------------- | -------------------- | -------------------- | -------------------- |
| Giorno               | Data                 |                      |                      |                      | Totale               |
| 1º                   | 24                   | 0                    | 1                    | 0                    | 1                    |
| 2º                   | 25                   | 0                    | 1                    | 0                    | 1                    |
| 3º                   | 26                   | 0                    | 1                    | 0                    | 1                    |
| 5º                   | 28                   | 2                    | 3                    | 3                    | 8                    |
| 6º                   | 29                   | 0                    | 1                    | 1                    | 2                    |
| 7º                   | 30                   | 1                    | 0                    | 1                    | 2                    |
| 8º                   | 31                   | 1                    | 0                    | 0                    | 1                    |
| 9º                   | 1                    | 0                    | 0                    | 1                    | 1                    |
| 10º                  | 2                    | 1                    | 0                    | 0                    | 1                    |
| 11º                  | 3                    | 1                    | 0                    | 1                    | 2                    |
| 12º                  | 4                    | 0                    | 1                    | 2                    | 3                    |
| 13º                  | 5                    | 1                    | 1                    | 1                    | 3                    |
| 14º                  | 6                    | 2                    | 1                    | 1                    | 4                    |
| 15º                  | 7                    | 1                    | 1                    | 0                    | 2                    |
| 16º                  | 8                    | 0                    | 1                    | 3                    | 4                    |
| Totale               | Totale               | 10                   | 12                   | 14                   | 36                   |

### Medagliere per disciplina
| Sport            | Oro | Argento | Bronzo | Totale |
| ---------------- | --- | ------- | ------ | ------ |
| Ciclismo         | 5   | 3       | 4      | 12     |
| Atletica leggera | 2   | 3       | 3      | 8      |
| Canottaggio      | 1   | 2       | 2      | 5      |
| Vela             | 1   | 0       | 2      | 3      |
| Hockey su prato  | 1   | 0       | 0      | 1      |
| Nuoto            | 0   | 3       | 0      | 3      |
| Tiro con l'arco  | 0   | 1       | 0      | 1      |
| Equitazione      | 0   | 0       | 1      | 1      |
| Judo             | 0   | 0       | 1      | 1      |
| Pugilato         | 0   | 0       | 1      | 1      |
| Totale           | 10  | 12      | 14     | 36     |

### Medaglie d'oro
| Medaglia | Nome                                                               | Sport            | Evento                      |
| -------- | ------------------------------------------------------------------ | ---------------- | --------------------------- |
| Oro      | Sifan Hassan                                                       | Atletica leggera | 5000 metri piani femminili  |
| Oro      | Sifan Hassan                                                       | Atletica leggera | 10000 metri piani femminili |
| Oro      | Dirk Uittenbogaard Abe Wiersma Tone Wieten Koen Metsemakers        | Canottaggio      | 4 di coppia maschile        |
| Oro      | Niek Kimmann                                                       | Ciclismo         | BMX maschile                |
| Oro      | Shanne Braspennincx                                                | Ciclismo         | Velocità maschile           |
| Oro      | Jeffrey Hoogland Harrie Lavreysen Roy van den Berg Matthijs Büchli | Ciclismo         | Velocità a squadre maschile |
| Oro      | Annemiek van Vleuten                                               | Ciclismo         | Cronometro femminile        |
| Oro      | Shanne Braspennincx                                                | Ciclismo         | Keirin femminile            |
| Oro      | Nazionale femminile                                                | Hockey su prato  | Torneo femminile            |
| Oro      | Kiran Badloe                                                       | Vela             | RS:X maschile               |

### Medaglie d'argento
| Medaglia | Nome                                                                           | Sport            | Evento                         |
| -------- | ------------------------------------------------------------------------------ | ---------------- | ------------------------------ |
| Argento  | Terrence Agard Ramsey Angela Tony van Diepen Jochem Dobber Liemarvin Bonevacia | Atletica leggera | Staffetta 4×400 metri maschile |
| Argento  | Abdi Nageeye                                                                   | Atletica leggera | Maratona maschile              |
| Argento  | Anouk Vetter                                                                   | Atletica leggera | Eptathlon                      |
| Argento  | Melvin Twellaar Stef Broenink                                                  | Canottaggio      | 2 di coppia maschile           |
| Argento  | Ellen Hogerwerf Karolien Florijn Ymkje Clevering Veronique Meester             | Canottaggio      | 4 senza femminile              |
| Argento  | Tom Dumoulin                                                                   | Ciclismo         | Cronometro maschile            |
| Argento  | Jeffrey Hoogland                                                               | Ciclismo         | Velocità maschile              |
| Argento  | Annemiek van Vleuten                                                           | Ciclismo         | Corsa in linea femminile       |
| Argento  | Arno Kamminga                                                                  | Nuoto            | 100 metri rana maschili        |
| Argento  | Arno Kamminga                                                                  | Nuoto            | 200 metri rana maschili        |
| Argento  | Sharon van Rouwendaal                                                          | Nuoto            | 10 km femminili                |
| Argento  | Steve Wijler Gabriela Schloesser                                               | Tiro con l'arco  | Squadre miste                  |

### Medaglie di bronzo
| Medaglia | Nome                             | Sport            | Evento                             |
| -------- | -------------------------------- | ---------------- | ---------------------------------- |
| Bronzo   | Femke Bol                        | Atletica leggera | 400 m ostacoli femminili           |
| Bronzo   | Sifan Hassan                     | Atletica leggera | 1500 m femminili                   |
| Bronzo   | Emma Oosterwegel                 | Atletica leggera | Eptathlon                          |
| Bronzo   | Roos de Jong Lisa Scheenaard     | Canottaggio      | 2 di coppia femminile              |
| Bronzo   | Marieke Keijser Ilse Paulis      | Canottaggio      | 2 di coppia pesi leggeri femminile |
| Bronzo   | Harrie Lavreysen                 | Ciclismo         | Keirin maschile                    |
| Bronzo   | Merel Smulders                   | Ciclismo         | BMX femminile                      |
| Bronzo   | Anna van der Breggen             | Ciclismo         | Cronometro femminile               |
| Bronzo   | Kirsten Wild                     | Ciclismo         | Omnium femminile                   |
| Bronzo   | Maikel van der Vleuten           | Equitazione      | Salto ostacoli individuale         |
| Bronzo   | Sanne van Dijke                  | Judo             | 70 kg femminile                    |
| Bronzo   | Nouchka Fontijn                  | Pugilato         | Pesi medi femminile                |
| Bronzo   | Marit Bouwmeester                | Vela             | Laser Radial femminile             |
| Bronzo   | Annemiek Bekkering Annette Duetz | Vela             | 49erFX femminile                   |

## Delegazione
| Sport             | Uomini | Donne | Totale |
| ----------------- | ------ | ----- | ------ |
| Atletica leggera  | 18     | 25    | 43     |
| Badminton         | 2      | 2     | 4      |
| Beach volley      | 2      | 4     | 6      |
| Calcio            | 0      | 22    | 22     |
| Canoa/Kayak       | 0      | 1     | 1      |
| Canottaggio       | 21     | 14    | 35     |
| Ciclismo          | 16     | 13    | 29     |
| Equitazione       | 5      | 3     | 8      |
| Ginnastica        | 2      | 4     | 6      |
| Golf              | 0      | 1     | 1      |
| Hockey su prato   | 16     | 16    | 32     |
| Judo              | 5      | 5     | 10     |
| Nuoto             | 8      | 9     | 17     |
| Nuoto artistico   | 0      | 2     | 2      |
| Pallacanestro     | 4      | 0     | 4      |
| Pallamano         | 0      | 14    | 14     |
| Pallanuoto        | 0      | 13    | 13     |
| Pugilato          | 1      | 1     | 2      |
| Scherma           | 1      | 0     | 1      |
| Skateboard        | 0      | 2     | 2      |
| Sollevamento pesi | 1      | 0     | 1      |
| Tennis            | 2      | 2     | 4      |
| Tennistavolo      | 0      | 1     | 1      |
| Tiro con l'arco   | 3      | 1     | 4      |
| Triathlon         | 2      | 2     | 4      |
| Tuffi             | 0      | 2     | 2      |
| Vela              | 4      | 6     | 10     |
| Totale            | 113    | 165   | 278    |

## Atletica leggera

### Uomini
Eventi su pista e strada
| Atleta                                                                             | Evento            | Batteria  | Batteria  | Semifinale      | Semifinale      | Finale          | Finale          |                 |                 |
| Atleta                                                                             | Evento            | Risultato | Posizione | Risultato       | Posizione       | Risultato       | Posizione       |                 |                 |
| ---------------------------------------------------------------------------------- | ----------------- | --------- | --------- | --------------- | --------------- | --------------- | --------------- | --------------- | --------------- |
| Taymir Burnet                                                                      | 200 m             | 20"60     | 3º Q      | 20"90           | 8º              | Non qualificato | Non qualificato |                 |                 |
| Liemarvin Bonevacia                                                                | 400 m             | 44"95     | 1º Q      | 44"62           | 3º q            | 45"07           | 8º              |                 |                 |
| Jochem Dobber                                                                      | 400 m             | 45"54     | 3º Q      | 45"48           | 6º              | Non qualificato | Non qualificato | Non qualificato | Non qualificato |
| Tony van Diepen                                                                    | 800 m             | 1'46"03   | 6º        | Non qualificato | Non qualificato | Non qualificato | Non qualificato |                 |                 |
| Mike Foppen                                                                        | 5000 m            | DNF       | DNF       | N.D.            | N.D.            | Non qualificato | Non qualificato |                 |                 |
| Nick Smidt                                                                         | 400 m ostacoli    | 49"55     | 4º Q      | 49"35 SB        | 7º              | Non qualificato | Non qualificato |                 |                 |
| Khalid Choukoud                                                                    | Maratona          | N.D.      | N.D.      | N.D.            | N.D.            | DNF             | DNF             |                 |                 |
| Abdi Nageeye                                                                       | Maratona          | 2h09'58"  |           |                 |                 |                 |                 |                 |                 |
| Bart van Nunen                                                                     | Maratona          | DNF       | DNF       |                 |                 |                 |                 |                 |                 |
| Solomon Bockarie Christopher Garia Joris van Gool Churandy Martina Hensley Paulina | Staffetta 4×100 m | DNF       | DNF       | N.D.            | N.D.            | Non qualificati | Non qualificati |                 |                 |
| Terrence Agard Ramsey Angela Liemarvin Bonevacia Jochem Dobber Nout Wardenburg     | Staffetta 4×400 m | 2'59"06   | 5ª q      | N.D.            | N.D.            | 2'57"18         |                 |                 |                 |

Eventi su campo
| Atleta      | Evento           | Qualificazione | Qualificazione | Finale    | Finale    |
| Atleta      | Evento           | Risultato      | Punteggio      | Risultato | Punteggio |
| ----------- | ---------------- | -------------- | -------------- | --------- | --------- |
| Menno Vloon | Salto con l'asta | 5,75           | 7º q           | 5,55      | 13º       |

### Donne
Eventi su pista e strada
| Atleta                                                                            | Evento            | Batteria        | Batteria        | Semifinale      | Semifinale      | Finale          | Finale          |
| Atleta                                                                            | Evento            | Risultato       | Posizione       | Risultato       | Posizione       | Risultato       | Posizione       |
| --------------------------------------------------------------------------------- | ----------------- | --------------- | --------------- | --------------- | --------------- | --------------- | --------------- |
| Marije van Hunenstijn                                                             | 100 m             | 11"27 SB        | 6ª              | Non qualificata | Non qualificata | Non qualificata | Non qualificata |
| Jamile Samuel                                                                     | 100 m             | Ritirata        | Ritirata        | Ritirata        | Ritirata        | Ritirata        | Ritirata        |
| Dafne Schippers                                                                   | 100 m             | Ritirata        | Ritirata        | Ritirata        | Ritirata        | Ritirata        | Ritirata        |
| Jamile Samuel                                                                     | 200 m             | Non qualificata | Non qualificata | Non qualificata | Non qualificata | Non qualificata | Non qualificata |
| Dafne Schippers                                                                   | 200 m             | 23"13           | 3ª Q            | 23"03           | 6ª              | Non qualificata | Non qualificata |
| Lieke Klaver                                                                      | 400 m             | 51"37           | 3ª Q            | 51"37           | 6ª              | Non qualificata | Non qualificata |
| Lisanne de Witte                                                                  | 400 m             | 51"68           | 4ª q            | 52"09           | 8ª              | Non qualificata | Non qualificata |
| Sifan Hassan                                                                      | 1500 m            | 4'05"17         | 1ª Q            | 4'00"23         | 1ª Q            | 3'55"86         |                 |
| Diane van Es                                                                      | 5000 m            | 15'47"01        | 33ª             | N.D.            | N.D.            | Non qualificata | Non qualificata |
| Sifan Hassan                                                                      | 5000 m            | 14'47"89        | 1ª Q            | 14'36"79        |                 |                 |                 |
| Sifan Hassan                                                                      | 10000 m           | N.D.            | N.D.            | N.D.            | N.D.            | 29'55"32        |                 |
| Susan Krumins                                                                     | 10000 m           | DNF             | DNF             |                 |                 |                 |                 |
| Zoë Sedney                                                                        | 100 m ostacoli    | 13"03           | 7ª              | Non qualificata | Non qualificata | Non qualificata | Non qualificata |
| Nadine Visser                                                                     | 100 m ostacoli    | 12"72 SB        | 2ª Q            | 12"63 SB        | 3ª q            | 12"73           | 5ª              |
| Femke Bol                                                                         | 400 m ostacoli    | 54"43           | 1ª Q            | 53"91           | 1ª Q            | 52"03           |                 |
| Irene van der Reijken                                                             | 3000 m siepi      | 9'42"98         | 30ª             | N.D.            | N.D.            | Non qualificata | Non qualificata |
| Andrea Deelstra                                                                   | Maratona          | N.D.            | N.D.            | N.D.            | N.D.            | 2h37'05"        | 44ª             |
| Jill Holterman                                                                    | Maratona          | N.D.            | N.D.            | N.D.            | N.D.            | 2h45'27"        | 63ª             |
| Marije van Hunenstijn Jamile Samuel Dafne Schippers Naomi Sedney Leonie van Vliet | Staffetta 4×100 m | 42"81           | 5ª q            | N.D.            | N.D.            | DNF             | DNF             |
| Andrea Bouma Lieke Klaver Hanneke Oosterwegel Anne van de Wiel Lisanne de Witte   | Staffetta 4×400 m | 3'24"01         | 4ª q            | N.D.            | N.D.            | 3'23"74         | 6ª              |

Eventi su campo
| Atleta              | Evento           | Qualificazione | Qualificazione | Finale          | Finale          |
| Atleta              | Evento           | Risultato      | Punteggio      | Risultato       | Punteggio       |
| ------------------- | ---------------- | -------------- | -------------- | --------------- | --------------- |
| Jessica Schilder    | Getto del peso   | 17,74          | 19ª            | Non qualificata | Non qualificata |
| Jorinde van Klinken | Lancio del disco | 61,15          | 14ª            | Non qualificata | Non qualificata |

Eventi multipli
| Atleta           | Evento    | Evento    | 100 m  | Alto   | Peso  | 200 m | Lungo | Giav. | 800 m   | Punteggio totale | Pos. |
| ---------------- | --------- | --------- | ------ | ------ | ----- | ----- | ----- | ----- | ------- | ---------------- | ---- |
| Nadine Broersen  | Eptathlon | Risultato | 13'74" | 1,80 = | 14,50 | 25"57 | DNS   | DNS   | DNS     | DNF              | DNF  |
| Nadine Broersen  | Eptathlon | Punti     | 1015   | 978    | 827   | 835   | DNS   | DNS   | DNS     | DNF              | DNF  |
| Emma Oosterwegel | Eptathlon | Risultato | 13'36" | 1,80   | 13,28 | 24'25 | 6,29  | 54,60 | 2'11"09 | 6590             |      |
| Emma Oosterwegel | Eptathlon | Punti     | 1071   | 978    | 746   | 957   | 940   | 949   | 949     | 6590             |      |
| Anouk Vetter     | Eptathlon | Risultato | 13'09" | 1,80   | 15,29 | 23"81 | 6,47  | 51,20 | 2'18"72 | 6689             |      |
| Anouk Vetter     | Eptathlon | Punti     | 1111   | 978    | 880   | 999   | 997   | 883   | 841     | 6689             |      |

### Misti
| Atleta                                                                                  | Evento            | Batteria  | Batteria  | Semifinale | Semifinale | Finale    | Finale    |
| Atleta                                                                                  | Evento            | Risultato | Posizione | Risultato  | Posizione  | Risultato | Posizione |
| --------------------------------------------------------------------------------------- | ----------------- | --------- | --------- | ---------- | ---------- | --------- | --------- |
| Ramsey Angela Femke Bol Liemarvin Bonevacia Jochem Dobber Lieke Klaver Lisanne de Witte | Staffetta 4×400 m | 3'10"69   | 2ª Q      | 3'10"36    | 4ª         | 3'10"36   | 4ª        |

## Badminton
| Atleta       | Evento           | Girone                           | Girone                       | Girone               | Girone | Ottavi                        | Quarti               | Semifinale           | Finale               | Finale          |
| Atleta       | Evento           | Avversario Punteggio             | Avversario Punteggio         | Avversario Punteggio | Pos.   | Avversario Punteggio          | Avversario Punteggio | Avversario Punteggio | Avversario Punteggio | Pos.            |
| ------------ | ---------------- | -------------------------------- | ---------------------------- | -------------------- | ------ | ----------------------------- | -------------------- | -------------------- | -------------------- | --------------- |
| Mark Caljouw | Singolo maschile | Zilberman V (17-21, 21-9, 21-10) | Bhamidipati V (21–14, 21–14) | N.D.                 | 1º     | Cordón P (17-21, 21-3, 19-21) | Non qualificato      | Non qualificato      | Non qualificato      | Non qualificato |

## Beach volley
| Atleta                            | Torneo    | Primo turno                                   | Primo turno                             | Primo turno                            | Primo turno | Spareggio                              | Ottavi                       | Quarti               | Semifinali           | Finale               | Finale |
| Atleta                            | Torneo    | Avversario Punteggio                          | Avversario Punteggio                    | Avversario Punteggio                   | Pos.        | Avversario Punteggio                   | Avversario Punteggio         | Avversario Punteggio | Avversario Punteggio | Avversario Punteggio | Pos.   |
| --------------------------------- | --------- | --------------------------------------------- | --------------------------------------- | -------------------------------------- | ----------- | -------------------------------------- | ---------------------------- | -------------------- | -------------------- | -------------------- | ------ |
| Alexander Brouwer Robert Meeuwsen | Maschile  | Dalhausser / Lucena V (21–17, 21–18)          | Azaad / Capogrosso V (21–14, 21-14)     | Cerutti / Filho P (14-21, 22-24)       | 2ª Q        | Bye                                    | Mol / Sørum P (17–21, 19–21) | Non qualificati      | Non qualificati      | Non qualificati      | =9ª    |
| Sanne Keizer Madelein Meppelink   | Femminile | Fernández / Baquerizo P (21–19, 18–21, 14–16) | Chen / Wang P (21–19, 29–31, 13–15)     | Klineman / Ross P (22–20, 17–21, 5–15) | 4ª          | Non qualificate                        | Non qualificate              | Non qualificate      | Non qualificate      | Non qualificate      | =19ª   |
| Raïsa Schoon Katja Stam           | Femminile | Pavan / Humana-Paredes P (16-21, 14-21)       | Heidrich / Vergé-Dépré P (20-22, 18-21) | Sude / Borger V (24-22, 21-16)         | 3ª q        | Echevarría / Martínez P (17-21, 17-21) | Non qualificate              | Non qualificate      | Non qualificate      | Non qualificate      | =17ª   |

## Calcio
| Squadra             | Torneo    | Girone               | Girone               | Girone               | Girone | Quarti                        | Semifinali           | Finale               | Pos. |
| Squadra             | Torneo    | Avversario Risultato | Avversario Risultato | Avversario Risultato | Pos.   | Avversario Risultato          | Avversario Risultato | Avversario Risultato | Pos. |
| ------------------- | --------- | -------------------- | -------------------- | -------------------- | ------ | ----------------------------- | -------------------- | -------------------- | ---- |
| Nazionale femminile | Femminile | Zambia V 10-3        | Brasile 3-3          | Cina V 8-2           | 1ª Q   | Stati Uniti P 2–2 (2-4 d.t.r) | Non qualificata      | Non qualificata      | 5ª   |

## Canoa/Kayak

### Slalom
| Atleta         | Evento       | Qualificazioni | Qualificazioni | Qualificazioni | Qualificazioni | Qualificazioni | Qualificazioni | Semifinali | Semifinali | Semifinali | Finale   | Finale | Finale    |
| Atleta         | Evento       | 1ª manche      | Pos.           | 2ª manche      | Pos.           | Migliore       | Posizione      | Penalità   | Tempo      | Posizione  | Penalità | Tempo  | Posizione |
| -------------- | ------------ | -------------- | -------------- | -------------- | -------------- | -------------- | -------------- | ---------- | ---------- | ---------- | -------- | ------ | --------- |
| Martina Wegman | K1 femminile | 113"29         | 12ª            | 109"84         | 10ª            | 109"84         | 12ª            | 2"         | 108"74     | 8ª         | 0"       | 111"33 | 7ª        |

## Canottaggio
| Atleta                                                             | Evento                | Batteria | Batteria  | Ripescaggio | Ripescaggio | Quarti | Quarti    | Semifinale | Semifinale | Finale / Finale B | Finale / Finale B |
| Atleta                                                             | Evento                | Tempo    | Posizione | Tempo       | Posizione   | Tempo  | Posizione | Tempo      | Posizione  | Tempo             | Posizione         |
| ------------------------------------------------------------------ | --------------------- | -------- | --------- | ----------- | ----------- | ------ | --------- | ---------- | ---------- | ----------------- | ----------------- |
| Melvin Twellaar Stef Broenink                                      | 2 di coppia maschile  | 6'08"38  | 1ª Q      | Bye         | Bye         | N.D.   | N.D.      | 6'20"17    | 1ª Q       | 6'00"53           |                   |
| Dirk Uittenbogaard Abe Wiersma Tone Wieten Koen Metsemakers        | 4 di coppia maschile  | 5'39"80  | 1ª Q      | Bye         | Bye         | N.D.   | N.D.      | N.D.       | N.D.       | 5'32"03           |                   |
| Roos de Jong Lisa Scheenaard                                       | 2 di coppia femminile | 6'49"90  | 1ª Q      | Bye         | Bye         | N.D.   | N.D.      | 7'08"09    | 1ª Q       | 6'46"73           |                   |
| Ellen Hogerwerf Karolien Florijn Ymkje Clevering Verinique Meester | 4 senza femminile     | 6'33"47  | 1ª Q      | Bye         | Bye         | N.D.   | N.D.      | N.D.       | N.D.       | 6'15"71           |                   |

## Ciclismo

### Ciclismo su strada
| Atleta               | Evento                   | Tempo    | Posizione |
| -------------------- | ------------------------ | -------- | --------- |
| Tom Dumoulin         | Corsa in linea maschile  | 6'15"38  | 44º       |
| Yoeri Havik          | Corsa in linea maschile  | DNF      | DNF       |
| Wilco Kelderman      | Corsa in linea maschile  | 6'15"38  | 51º       |
| Bauke Mollema        | Corsa in linea maschile  | 6'06"33  | 4º        |
| Dylan van Baarle     | Corsa in linea maschile  | 6'09"04  | 15º       |
| Anna van der Breggen | Corsa in linea femminile | 3'54"31  | 15ª       |
| Annemiek van Vleuten | Corsa in linea femminile | 3'54"00  |           |
| Demi Vollering       | Corsa in linea femminile | 3'55"41  | 25ª       |
| Marianne Vos         | Corsa in linea femminile | 3'54"31  | 5ª        |
| Tom Dumoulin         | Cronometro maschile      | 56'05"   |           |
| Anna van der Breggen | Cronometro femminile     | 31'15"12 |           |
| Annemiek van Vleuten | Cronometro femminile     | 30'13"49 |           |

### Mountain bike
| Atleta               | Evento                  | Tempo    | Posizione |
| -------------------- | ----------------------- | -------- | --------- |
| Milan Vader          | Cross-country maschile  | 1h27'21" | 10º       |
| Mathieu van der Poel | Cross-country maschile  | DNF      | DNF       |
| Anne Tauber          | Cross-country femminile | 1'20"18  | 11ª       |
| Anne Terpstra        | Cross-country femminile | 1h18'21" | 5ª        |

### BMX
Corsa
| Atleta         | Evento          | Quarti | Quarti    | Semifinale | Semifinale | Finale          | Finale          |
| Atleta         | Evento          | Punti  | Posizione | Punti      | Posizione  | Tempo           | Posizione       |
| -------------- | --------------- | ------ | --------- | ---------- | ---------- | --------------- | --------------- |
| Joris Harmsen  | Corsa maschile  | 6      | 2º Q      | 18         | 7º         | Non qualificato | Non qualificato |
| Niek Kimmann   | Corsa maschile  | 4      | 1º Q      | 6          | 1º Q       | 39"053          |                 |
| Twan van Gendt | Corsa maschile  | 5      | 2º Q      | 23         | 8º         | Non qualificato | Non qualificato |
| Judy Baauw     | Corsa femminile | 7      | 2ª Q      | 17         | 7ª         | Non qualificata | Non qualificata |
| Laura Smulders | Corsa femminile | 15     | 5ª Q      | 24         | 8ª         | Non qualificata | Non qualificata |
| Merel Smulders | Corsa femminile | 10     | 3ª Q      | 14         | 3ª Q       | 44"721          |                 |

## Equitazione

### Dressage
| Atleta                                              | Cavallo    | Evento      | Grand Prix | Grand Prix | Grand Prix Special | Grand Prix Special | Grand Prix Freestyle | Grand Prix Freestyle | Grand Prix Freestyle | Grand Prix Freestyle |
| Atleta                                              | Cavallo    | Evento      | Punteggio  | Classifica | Punteggio          | Classifica         | Tecnico              | Artistico            | Totale               | Classifica           |
| --------------------------------------------------- | ---------- | ----------- | ---------- | ---------- | ------------------ | ------------------ | -------------------- | -------------------- | -------------------- | -------------------- |
| Marlies van Baalen                                  | Go Legend  | Individuale | 71,615     | 20ª        | N.D.               | N.D.               | Non qualificato      | Non qualificato      | Non qualificato      | 20º                  |
| Edward Gal                                          | Total US   | Individuale | 78,649     | 6º Q       | N.D.               | N.D.               | 79,143               | 89,171               | 84,157               | 6º                   |
| Hans Peter Minderhoud                               | Dream Boy  | Individuale | 76,817     | 9º q       | N.D.               | N.D.               | 75,536               | 85,829               | 80,682               | 12º                  |
| Marlies van Baalen Edward Gal Hans Peter Minderhoud | Vedi sopra | Squadre     | 7312,0     | 5ª Q       | 7479,5             | 5ª                 | N.D.                 | N.D.                 | 7479,5               | 5ª                   |

### Concorso completo
| Atleta              | Cavallo           | Evento      | Dressage | Dressage | Cross-country | Cross-country | Cross-country | Salto ostacoli | Salto ostacoli | Salto ostacoli | Salto ostacoli | Salto ostacoli | Salto ostacoli | Totale    | Totale    |
| Atleta              | Cavallo           | Evento      | Dressage | Dressage | Cross-country | Cross-country | Cross-country | Qualificazione | Qualificazione | Qualificazione | Finale         | Finale         | Finale         | Totale    | Totale    |
| Atleta              | Cavallo           | Evento      | Penalità | Pos.     | Penalità      | Totale        | Pos.          | Penalità       | Totale         | Pos.           | Penalità       | Totale         | Pos.           | Penalità  | Pos.      |
| ------------------- | ----------------- | ----------- | -------- | -------- | ------------- | ------------- | ------------- | -------------- | -------------- | -------------- | -------------- | -------------- | -------------- | --------- | --------- |
| Merel Blom          | The Quizmaster    | Individuale | 31,50    | =21ª     | Eliminata     | Eliminata     | Eliminata     | Eliminata      | Eliminata      | Eliminata      | Eliminata      | Eliminata      | Eliminata      | Eliminata | Eliminata |
| Janneke Boonzaaijer | Champ de Tailleur | Individuale | 33,00    | 30ª      | Eliminata     | Eliminata     | Eliminata     | Eliminata      | Eliminata      | Eliminata      | Eliminata      | Eliminata      | Eliminata      | Eliminata | Eliminata |

### Salto ostacoli
| Atleta                                             | Cavallo     | Evento      | Qualificazione | Qualificazione | Finale          | Finale          | Jump-off        | Jump-off        |
| Atleta                                             | Cavallo     | Evento      | Penalità       | Pos.           | Penalità        | Pos.            | Penalità        | Pos.            |
| -------------------------------------------------- | ----------- | ----------- | -------------- | -------------- | --------------- | --------------- | --------------- | --------------- |
| Willem Greve                                       | Zypria S    | Individuale | 4              | =31º           | Non qualificato | Non qualificato | Non qualificato | Non qualificato |
| Marc Houtzager                                     | Dante       | Individuale | 0              | =1º Q          | 13              | 21º             | Non qualificato | 21º             |
| Maikel van der Vleuten                             | Beauville Z | Individuale | 0              | =1º Q          | 0               | =1º             | 0               |                 |
| Willem Greve Marc Houtzager Maikel van der Vleuten | Vedi sopra  | Squadre     | 26             | 9ª Q           | 17              | 4ª              | Non qualificati | 4ª              |

## Ginnastica

### Ginnastica artistica

#### Uomini
| Atleta          | Evento | Qualificazione | Qualificazione | Qualificazione | Qualificazione | Qualificazione | Qualificazione | Qualificazione | Qualificazione | Finale          | Finale          | Finale          | Finale          | Finale          | Finale          | Finale          | Finale          |
| Atleta          | Evento | Attrezzo       | Attrezzo       | Attrezzo       | Attrezzo       | Attrezzo       | Attrezzo       | Totale         | Pos.           | Attrezzo        | Attrezzo        | Attrezzo        | Attrezzo        | Attrezzo        | Attrezzo        | Totale          | Pos.            |
| Atleta          | Evento | CL             | C              | A              | V              | P              | S              | Totale         | Pos.           | CL              | C               | A               | V               | P               | S               | Totale          | Pos.            |
| --------------- | ------ | -------------- | -------------- | -------------- | -------------- | -------------- | -------------- | -------------- | -------------- | --------------- | --------------- | --------------- | --------------- | --------------- | --------------- | --------------- | --------------- |
| Bart Deurloo    | Sbarra | N.D.           | N.D.           | N.D.           | N.D.           | N.D.           | 14,400         | 14,400         | 8º Q           | N.D.            | N.D.            | N.D.            | N.D.            | N.D.            | 12,266          | 12,266          | 7º              |
| Epke Zonderland | Sbarra | N.D.           | N.D.           | N.D.           | N.D.           | N.D.           | 13,833         | 13,833         | 23º            | Non qualificato | Non qualificato | Non qualificato | Non qualificato | Non qualificato | Non qualificato | Non qualificato | Non qualificato |

#### Donne
| Atleta              | Evento               | Qualificazione                               | Qualificazione                               | Qualificazione                               | Qualificazione                               | Qualificazione                               | Qualificazione                               | Finale          | Finale          | Finale          | Finale          | Finale          | Finale          |
| Atleta              | Evento               | Attrezzo                                     | Attrezzo                                     | Attrezzo                                     | Attrezzo                                     | Totale                                       | Pos.                                         | Attrezzo        | Attrezzo        | Attrezzo        | Attrezzo        | Totale          | Pos.            |
| Atleta              | Evento               | CL                                           | V                                            | T                                            | P                                            | Totale                                       | Pos.                                         | CL              | V               | T               | P               | Totale          | Pos.            |
| ------------------- | -------------------- | -------------------------------------------- | -------------------------------------------- | -------------------------------------------- | -------------------------------------------- | -------------------------------------------- | -------------------------------------------- | --------------- | --------------- | --------------- | --------------- | --------------- | --------------- |
| Vera van Pol        | Concorso a squadre   | 14,100                                       | 13,133                                       | 11,600                                       | 12,900                                       | 51,733                                       | 47ª                                          | Non qualificata | Non qualificata | Non qualificata | Non qualificata | Non qualificata | Non qualificata |
| Eythora Thorsdottir | Concorso a squadre   | 14,433                                       | 13,000                                       | 12,333                                       | 13,133                                       | 52,899                                       | 36ª                                          | Non qualificata | Non qualificata | Non qualificata | Non qualificata | Non qualificata | Non qualificata |
| Lieke Wevers        | Concorso a squadre   | 13,600                                       | 13,533                                       | 13,366                                       | 12,866                                       | 53,365                                       | 32ª R1                                       | Non qualificata | Non qualificata | Non qualificata | Non qualificata | Non qualificata | Non qualificata |
| Sanne Wevers        | Concorso a squadre   | N.D.                                         | 11,733                                       | 13,866                                       | N.D.                                         | N.D.                                         | N.D.                                         | Non qualificata | Non qualificata | Non qualificata | Non qualificata | Non qualificata | Non qualificata |
| Totale squadra      | Concorso a squadre   | 42,133                                       | 39,666                                       | 39,565                                       | 38,899                                       | 160,263                                      | 11ª                                          | Non qualificata | Non qualificata | Non qualificata | Non qualificata | Non qualificata | Non qualificata |
| Lieke Wevers        | Concorso individuale | Vedi sopra qualificazioni concorso a squadre | Vedi sopra qualificazioni concorso a squadre | Vedi sopra qualificazioni concorso a squadre | Vedi sopra qualificazioni concorso a squadre | Vedi sopra qualificazioni concorso a squadre | Vedi sopra qualificazioni concorso a squadre | 13,266          | 13,366          | 12,400          | 12,066          | 51,098          | 24ª             |

## Golf
| Atleta       | Torneo    | Round 1   | Round 2   | Round 3   | Round 4   | Totale    | Totale | Totale    |
| Atleta       | Torneo    | Punteggio | Punteggio | Punteggio | Punteggio | Punteggio | Par    | Posizione |
| ------------ | --------- | --------- | --------- | --------- | --------- | --------- | ------ | --------- |
| Anne van Dam | Femminile | 74        | 78        | 69        | 77        | 298       | +14    | 57ª       |

## Hockey su prato
| Squadra             | Torneo    | Girone               | Girone               | Girone               | Girone                | Girone               | Girone | Quarti                   | Semifinali           | Finale               | Pos. |
| Squadra             | Torneo    | Avversario Punteggio | Avversario Punteggio | Avversario Punteggio | Avversario Punteggio  | Avversario Punteggio | Pos.   | Avversario Punteggio     | Avversario Punteggio | Avversario Punteggio | Pos. |
| ------------------- | --------- | -------------------- | -------------------- | -------------------- | --------------------- | -------------------- | ------ | ------------------------ | -------------------- | -------------------- | ---- |
| Nazionale maschile  | Maschile  | Belgio P 1–3         | Sudafrica V 5–3      | Canada V 4–2         | Gran Bretagna Par 2–2 | Germania P 1–3       | 4ª Q   | Australia P 0–3P FT: 2–2 | Non qualificata      | Non qualificata      | 6ª   |
| Nazionale femminile | Femminile | India V 5–1          | Irlanda V 4–0        | Sudafrica V 5–0      | Gran Bretagna V 1–0   | Germania V 3–1       | 1ª Q   | Nuova Zelanda V 3–0      | Gran Bretagna V 5–1  | Argentina V 3–1      |      |

## Judo

### Uomini
| Atleta             | Evento  | Preliminari          | 16-esimi             | Ottavi               | Quarti               | Semifinali           | Ripescaggio          | Finale / FB          | Pos.            |
| Atleta             | Evento  | Avversario Punteggio | Avversario Punteggio | Avversario Punteggio | Avversario Punteggio | Avversario Punteggio | Avversario Punteggio | Avversario Punteggio | Pos.            |
| ------------------ | ------- | -------------------- | -------------------- | -------------------- | -------------------- | -------------------- | -------------------- | -------------------- | --------------- |
| Tornike Tsjakadoea | 60 kg   | N.D.                 | Dashdavaa V 01–00    | Mshvidobadze V 01–00 | Yung-wei P 00-10     | Non qualificato      | Lesiuk V 10-00       | Smetov P 00-01       | =5º             |
| Noël van 't End    | 90 kg   | Bye                  | Persoglia V 10–00    | Clerget V 01-00      | Žgank P 00-10        | Non qualificato      | Non qualificato      | Non qualificato      | Non qualificato |
| Michael Korrel     | 100 kg  | N.D.                 | Bye                  | Frey P 00-01         | Non qualificato      | Non qualificato      | Non qualificato      | Non qualificato      | Non qualificato |
| Henk Grol          | +100 kg | N.D.                 | Bye                  | Oltiboev P 00-10     | Non qualificato      | Non qualificato      | Non qualificato      | Non qualificato      | Non qualificato |

### Donne
| Atleta           | Evento | 16-esimi             | Ottavi               | Quarti               | Semifinali           | Ripescaggio          | Finale / FB                          | Pos.            |
| Atleta           | Evento | Avversario Punteggio | Avversario Punteggio | Avversario Punteggio | Avversario Punteggio | Avversario Punteggio | Avversario Punteggio                 | Pos.            |
| ---------------- | ------ | -------------------- | -------------------- | -------------------- | -------------------- | -------------------- | ------------------------------------ | --------------- |
| Juul Franssen    | 63 kg  | Obradović V 10-0     | Haecker V 10s2-0     | Agbegnenou P 0s1-1   | Non qualificata      | Quadros V 10s2-0s1   | Finale 3º posto Centracchio P 0s3-10 | =5ª             |
| Sanne van Dijke  | 70 kg  | Bye                  | Matniyazova V 10-00  | Bellandi V 11-01     | Polleres P 01-00     | Bye                  | Finale 3º posto Scoccimarro V 10-00  |                 |
| Guusje Steenhuis | 78 kg  | Bye                  | Turchyn V 01-00      | Hyun-ji P 00-10      | Non qualificata      | Antomarchi P 00-10   | Non qualificata                      | Non qualificata |

## Nuoto

### Uomini
| Atleta                                                 | Evento               | Batterie | Batterie  | Semifinali      | Semifinali      | Finale          | Finale          |
| Atleta                                                 | Evento               | Tempo    | Posizione | Tempo           | Posizione       | Tempo           | Posizione       |
| ------------------------------------------------------ | -------------------- | -------- | --------- | --------------- | --------------- | --------------- | --------------- |
| Arno Kamminga                                          | 100 m rana           | 57"80    | 2º Q      | 58"19           | 2º Q            | 58"00           |                 |
| Arno Kamminga                                          | 200 m rana           | 2'07"37  | 1º Q      | 2'07"99         | 3º Q            | 2'07"01         |                 |
| Arjan Knipping                                         | 200 m misti          | 1'59"44  | 30º       | Non qualificato | Non qualificato | Non qualificato | Non qualificato |
| Arjan Knipping                                         | 400 m misti          | 4'15"83  | 17º       | N.D.            | N.D.            | Non qualificato | Non qualificato |
| Nyls Korstanje Stan Pijnenburg Thom de Boer Jesse Puts | 4×100 m stile libero | 3'14"07  | 12ª       | N.D.            | N.D.            | Non qualificati | Non qualificati |
| Ferry Weertman                                         | Maratona 10 km       | N.D.     | N.D.      | N.D.            | N.D.            | 1h51'30"8       | 7º              |

### Donne
| Atleta                                                                          | Evento               | Batterie | Batterie  | Semifinali | Semifinali | Finale          | Finale          |
| Atleta                                                                          | Evento               | Tempo    | Posizione | Tempo      | Posizione  | Tempo           | Posizione       |
| ------------------------------------------------------------------------------- | -------------------- | -------- | --------- | ---------- | ---------- | --------------- | --------------- |
| Kira Toussaint                                                                  | 100 m dorso          | 59"21    | 7ª Q      | 59"09      | 7ª Q       | 59"11           | 7ª Q            |
| Fantine Lesaffre                                                                | 400 m misti          | 4'41"98  | 13ª       | N.D.       | N.D.       | Non qualificata | Non qualificata |
| Kim Busch Femke Heemskerk Ranomi Kromowidjojo Marrit Steenbergen Kira Toussaint | 4×100 m stile libero | 3'33"51  | 2ª Q      | N.D.       | N.D.       | 3'33"70         | 4ª              |

## Nuoto artistico
| Atleta                              | Evento | Qualificazioni    | Qualificazioni   | Qualificazioni | Qualificazioni | Finale            | Finale           | Finale       | Finale    |
| Atleta                              | Evento | Programma tecnico | Programma libero | Punti totali   | Posizione      | Programma tecnico | Programma libero | Punti totali | Posizione |
| ----------------------------------- | ------ | ----------------- | ---------------- | -------------- | -------------- | ----------------- | ---------------- | ------------ | --------- |
| Bregje de Brouwe Noortje de Brouwer | Duo    | 88,1667           | 87,2612          | 175,4279       | 9ª Q           | 87,2612           | 88,9000          | 176,1612     | 9ª        |

## Pallacanestro
| Squadra            | Torneo       | Girone               | Girone               | Girone               | Girone               | Girone               | Girone               | Girone               | Girone | Quarti               | Semifinali           | Finale               | Pos. |
| Squadra            | Torneo       | Avversario Punteggio | Avversario Punteggio | Avversario Punteggio | Avversario Punteggio | Avversario Punteggio | Avversario Punteggio | Avversario Punteggio | Pos.   | Avversario Punteggio | Avversario Punteggio | Avversario Punteggio | Pos. |
| ------------------ | ------------ | -------------------- | -------------------- | -------------------- | -------------------- | -------------------- | -------------------- | -------------------- | ------ | -------------------- | -------------------- | -------------------- | ---- |
| Nazionale maschile | 3x3 maschile | Serbia L 15–16       | ROC V 18–15          | Giappone V 21–20     | Cina V 21–18         | Belgio P 17–18       | Polonia V 22–20      | Lettonia P 18–22     | 4ª Q   | ROC P 19–21          | Non qualificata      | Non qualificata      | 5ª   |

## Pallamano
| Squadra             | Torneo    | Girone               | Girone                | Girone               | Girone               | Girone               | Girone | Quarti               | Semifinali           | Finale               | Pos. |
| Squadra             | Torneo    | Avversario Punteggio | Avversario Punteggio  | Avversario Punteggio | Avversario Punteggio | Avversario Punteggio | Pos.   | Avversario Punteggio | Avversario Punteggio | Avversario Punteggio | Pos. |
| ------------------- | --------- | -------------------- | --------------------- | -------------------- | -------------------- | -------------------- | ------ | -------------------- | -------------------- | -------------------- | ---- |
| Nazionale femminile | Femminile | Giappone V 32–21     | Corea del Sud V 43–36 | Angola V 37–28       | Norvegia P 27–29     | Montenegro V 30–29   | 2ª Q   | Francia P 22–32      | Non qualificata      | Non qualificata      | 5ª   |

## Pallanuoto
| Squadra             | Torneo    | Girone               | Girone               | Girone               | Girone               | Girone               | Girone | Quarti               | Semifinali                         | Finale                           | Pos. |
| Squadra             | Torneo    | Avversario Punteggio | Avversario Punteggio | Avversario Punteggio | Avversario Punteggio | Avversario Punteggio | Pos.   | Avversario Punteggio | Avversario Punteggio               | Avversario Punteggio             | Pos. |
| ------------------- | --------- | -------------------- | -------------------- | -------------------- | -------------------- | -------------------- | ------ | -------------------- | ---------------------------------- | -------------------------------- | ---- |
| Nazionale femminile | Femminile | Australia P 12–15    | Spagna V 14–13       | Sudafrica V 33–1     | Canada V 16–12       | N.D.                 | 3ª Q   | Ungheria P 11–14     | Semifinale 5º/8º posto Cina V 13–6 | Finale 5º posto Australia P 7–14 | 6ª   |

## Pugilato
| Atleta          | Evento              | 16-esimi             | Ottavi               | Quarti               | Semifinali           | Finale               | Pos. |
| Atleta          | Evento              | Avversario Punteggio | Avversario Punteggio | Avversario Punteggio | Avversario Punteggio | Avversario Punteggio | Pos. |
| --------------- | ------------------- | -------------------- | -------------------- | -------------------- | -------------------- | -------------------- | ---- |
| Nouchka Fontijn | Pesi medi femminile | N.D.                 | Wójcik V 4-1         | Thibeault V 5-0      | Price P 2-3          | Non qualificata      |      |

## Scherma
| Atleta        | Evento            | 32-esimi             | 16-esimi             | Ottavi               | Quarti               | Semifinali           | Finale               | Pos.            |
| Atleta        | Evento            | Avversario Punteggio | Avversario Punteggio | Avversario Punteggio | Avversario Punteggio | Avversario Punteggio | Avversario Punteggio | Pos.            |
| ------------- | ----------------- | -------------------- | -------------------- | -------------------- | -------------------- | -------------------- | -------------------- | --------------- |
| Bas Verwijlen | Spada individuale | Bye                  | Young-jun V 15–10    | Cannone P 11–15      | Non qualificato      | Non qualificato      | Non qualificato      | Non qualificato |

## Skateboard
| Atleta         | Evento           | Qualificazione | Qualificazione | Finale    | Finale |
| Atleta         | Evento           | Punteggio      | Pos.           | Punteggio | Pos.   |
| -------------- | ---------------- | -------------- | -------------- | --------- | ------ |
| Roos Zwetsloot | Street femminile | 13,48          | 4ª             | 11,26     | 5ª     |

## Sollevamento pesi
| Atleta       | Evento           | Strappo   | Strappo    | Slancio   | Slancio    | Totale | Classifica |
| Atleta       | Evento           | Risultato | Classifica | Risultato | Classifica | Totale | Classifica |
| ------------ | ---------------- | --------- | ---------- | --------- | ---------- | ------ | ---------- |
| Enzo Kuworge | +109 kg maschile | 175       | 11º        | 234       | 5º         | 409    | 6º         |

## Tennis

### Singolare
| Atleta       | Evento              | 64-esimi                    | 32-esimi             | 16-esimi             | Ottavi               | Quarti               | Semifinali           | Finale               | Pos. |
| Atleta       | Evento              | Avversario Punteggio        | Avversario Punteggio | Avversario Punteggio | Avversario Punteggio | Avversario Punteggio | Avversario Punteggio | Avversario Punteggio | Pos. |
| ------------ | ------------------- | --------------------------- | -------------------- | -------------------- | -------------------- | -------------------- | -------------------- | -------------------- | ---- |
| Kiki Bertens | Singolare femminile | Vondroušová P 4–6, 6–3, 4–6 | Non qualificata      | Non qualificata      | Non qualificata      | Non qualificata      | Non qualificata      | Non qualificata      | =33ª |

### Doppio
| Atleta                           | Evento           | 32-esimi                                            | 16-esimi                                            | Ottavi                                              | Quarti                                              | Semifinali                                          | Finale / FB                                         | Pos.                                                |
| Atleta                           | Evento           | Avversario Punteggio                                | Avversario Punteggio                                | Avversario Punteggio                                | Avversario Punteggio                                | Avversario Punteggio                                | Avversario Punteggio                                | Pos.                                                |
| -------------------------------- | ---------------- | --------------------------------------------------- | --------------------------------------------------- | --------------------------------------------------- | --------------------------------------------------- | --------------------------------------------------- | --------------------------------------------------- | --------------------------------------------------- |
| Wesley Koolhof Jean-Julien Rojer | Doppio maschile  | N.D.                                                | Gillé / Vliegen V 6–3, 7–6(5)                       | Daniell / Venus P WO                                | Non qualificati                                     | Non qualificati                                     | Non qualificati                                     | =9ª                                                 |
| Kiki Bertens Demi Schuurs        | Doppio femminile | N.D.                                                | Garcia / Mladenovic V 7–6(4), 5–7, [11–9]           | Kudermetova / Vesnina P 2–6, 6–3, [7–10]            | Non qualificate                                     | Non qualificate                                     | Non qualificate                                     | =9ª                                                 |
| Jean-Julien Rojer Kiki Bertens   | Doppio misto     | Ritirati a causa del test COVID-19 positivo (Rojer) | Ritirati a causa del test COVID-19 positivo (Rojer) | Ritirati a causa del test COVID-19 positivo (Rojer) | Ritirati a causa del test COVID-19 positivo (Rojer) | Ritirati a causa del test COVID-19 positivo (Rojer) | Ritirati a causa del test COVID-19 positivo (Rojer) | Ritirati a causa del test COVID-19 positivo (Rojer) |

## Tennistavolo
| Atleta        | Evento            | Preliminari          | Round 1              | Round 2              | Round 3              | Ottavi               | Quarti               | Semifinali           | Finale               | Pos. |
| Atleta        | Evento            | Avversario Punteggio | Avversario Punteggio | Avversario Punteggio | Avversario Punteggio | Avversario Punteggio | Avversario Punteggio | Avversario Punteggio | Avversario Punteggio | Pos. |
| ------------- | ----------------- | -------------------- | -------------------- | -------------------- | -------------------- | -------------------- | -------------------- | -------------------- | -------------------- | ---- |
| Britt Eerland | Singolo femminile | Bye                  | Bye                  | Bye                  | Meshref V 4–3        | Doo P 1–4            | Non qualificata      | Non qualificata      | Non qualificata      | =9ª  |

## Tiro con l'arco
| Gijs Broeksma                                | Individuale maschile  | 667  | 14º | T. Chirault V 6-4 | Furukawa P 5-6  | Non qualificato | Non qualificato     | Non qualificato     | Non qualificato     | Non qualificato |                 |                 |
| Sjef van den Berg                            | Individuale maschile  | 670  | 8º  | Valladont V 7-3   | D'Almeida P 1-7 | Non qualificato | Non qualificato     | Non qualificato     | Non qualificato     | Non qualificato |                 |                 |
| Steve Wijler                                 | Individuale maschile  | 675  | 6º  | Napłoszek V 6-4   | Abdullin P 4-6  | Non qualificato | Non qualificato     | Non qualificato     | Non qualificato     | Non qualificato |                 |                 |
| Gabriela Schloesser                          | Individuale femminile | 652  | 20ª | Gomboeva V 6–5    | Barbelin P 0-6  | Non qualificata | Non qualificata     | Non qualificata     | Non qualificata     | Non qualificata |                 |                 |
| Gijs Broeksma Steve Wijler Sjef van den Berg | Squadra maschile      | 2012 | 2ª  | N.D.              | N.D.            | Bye             | Gran Bretagna V 5-3 | Taipei cinese P 0-6 | Non qualificati     | Non qualificati | Non qualificati | Non qualificati |
| Steve Wijler Gabriela Schloesser             | Squadra mista         | 1327 | 6ª  | N.D.              | N.D.            | Italia V 6-0    | Francia V 5-4       | Turchia V 5-3       | Corea del Sud P 3-5 |                 |                 |                 |

## Triathlon
| Atleta                                                       | Evento                | Nuoto  | T1 | Ciclismo | T2 | Corsa  | Totale   | Classifica |
| ------------------------------------------------------------ | --------------------- | ------ | -- | -------- | -- | ------ | -------- | ---------- |
| Maya Kingma                                                  | Individuale femminile | 19'20" |    | 1h03'03" |    | 35'36" | 1h59'16" | 11ª        |
| Rachel Klamer                                                | Individuale femminile | 19'17" |    | 1h03'05" |    | 34'09" | 1h57'48" | 4ª         |
| Maya Kingma Rachel Klamer Marco Van Der Stel Jorik Van Egdom | Squadre miste         | 16'27" |    | 39'44"   |    | 23'50" | 1h24'34" | 4ª         |

## Tuffi
| Atleta           | Evento                     | Preliminari | Preliminari | Semifinale | Semifinale | Finale | Finale     |
| Atleta           | Evento                     | Punti       | Classifica  | Punti      | Classifica | Punti  | Classifica |
| ---------------- | -------------------------- | ----------- | ----------- | ---------- | ---------- | ------ | ---------- |
| Inge Jansen      | Trampolino 3 m femminile   | 278,75      | 16ª Q       | 30190      | 9ª Q       | 311,05 | 5ª         |
| Celine van Duijn | Piattaforma 10 m femminile | 306,80      | 11ª Q       | 306,45     | 10ª Q      | 287,70 | 10ª        |

## Vela
| Atleta       | Evento        | Regata | Regata | Regata | Regata | Regata | Regata | Regata | Regata | Regata | Regata | Regata | Regata | Regata | Punteggio Totale | Punteggio Netto | Classifica |
| Atleta       | Evento        | 1      | 2      | 3      | 4      | 5      | 6      | 7      | 8      | 9      | 10     | 11     | 12     | M      | Punteggio Totale | Punteggio Netto | Classifica |
| ------------ | ------------- | ------ | ------ | ------ | ------ | ------ | ------ | ------ | ------ | ------ | ------ | ------ | ------ | ------ | ---------------- | --------------- | ---------- |
| Kiran Badloe | RS:X maschile | 5      | 7      | 1      | 1      | 26 DSQ | 5      | 2      | 4      | 1      | 5      | 1      | 1      | 4      | 63               | 37              |            |